# Nõmjala
Nõmjala es una aldea de la isla-municipio de Saaremaa, condado de Saare, Estonia, con una población censada a final del año 2011 de 14 habitantes. 
La isla de Saaremaa es la mayor de las que forman el archipiélago Moonsund; está situada en el mar Báltico, al sur de la isla de Hiiumaa y frente a la costa oeste de la isla de Muhu y de la Estonia continental.